# Vacuümgaren

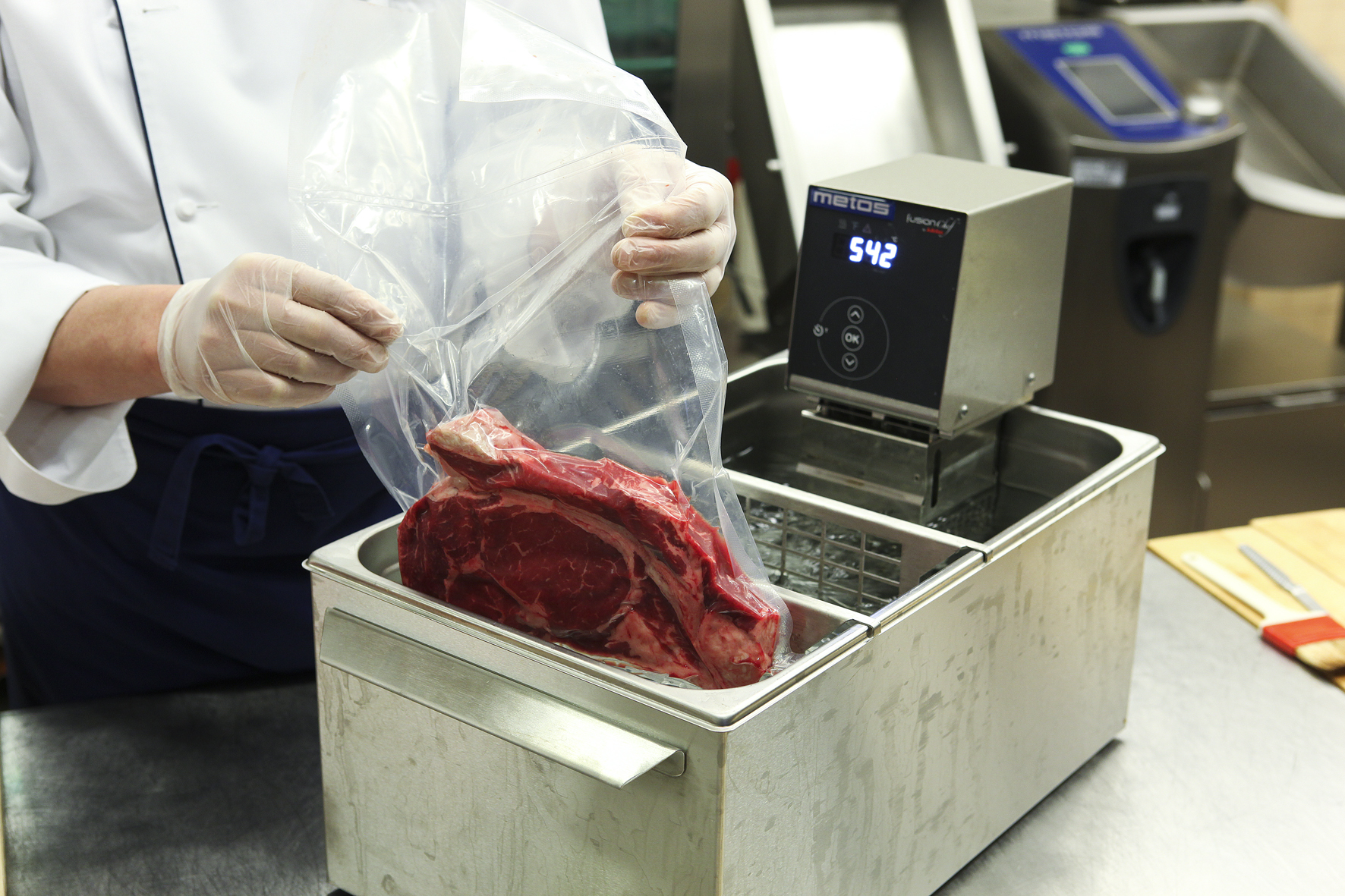
Een stuk vlees wordt vacuüm-gegaard.

Vacuümgaren – ook bekend als sous-vide (Frans: sous = onder, vide = vacuüm) – is een methode voor de bereiding van voedsel. Zowel vlees, vis als groenten kunnen in een plastic zak bij relatief lage temperatuur – onder de 100 graden Celsius – worden gegaard. Het is daarmee een variant op het lagetemperatuurgaren.

## Proces
Het te bereiden voedsel wordt in een daarvoor bedoelde plastic zak gedaan, vacuüm getrokken, dicht gemaakt en vervolgens in een waterbad (zoals dat gaat bij au bain-marie) van tussen de 50 en 85 graden Celsius gelegd. Soms wordt er gebruikgemaakt van een stoomoven. De vacuümzakken zijn meestal gemaakt van verschillende lagen polyamiden en polyetheen, dit om te voorkomen dat een extractie van weekmakers uit het materiaal van de zak wordt gekookt.
Het voordeel van vacuümgaren is dat alle smaken, aroma's en vocht niet uit de zak kunnen ontsnappen. Kruiden en specerijen zullen intenser van smaak blijken. Ook vitaminen blijven beter behouden. Bij deze wijze van voedsel bereiden krijgt het geen bruine korst zoals bij bakken en frituren het geval is. De maillardreactie treedt niet op. Hierom kan indien gewenst het voedsel na het vacuümgaren voor het serveren kort aangebraden worden. Het uiteindelijke resultaat is dat het voedsel zowel aan de binnen- als buitenzijde even gelijkmatig gaar gemaakt kan worden. Ook worden minder courante vleesdelen (stoofvlees e.d.) door langdurige garing op deze manier compleet anders qua textuur ten opzichte van op traditionele wijze gesudderde of gestoofde delen. Er vindt een duidelijke opwaardering van het vlees plaats.

## Geschiedenis
De methode werd voor het eerst beschreven door Benjamin Thompson in 1799, hoewel hij lucht als warmtemedium gebruikte. Opnieuw werd de methode ontdekt door Franse en Amerikaanse ingenieurs in het midden van de jaren 60, maar zij werd voorbehouden aan industriële voedselbereiding.
In 1974 werd de methode verder ontwikkeld voor restaurants door met name de Franse chef Georges Pralus (1940-2014) en bij het Franse sterrenrestaurant Troisgros in Roanne. Daar constateerde men dat als ganzenlever op dergelijke manier wordt gekookt, deze qua uiterlijk niet veranderde. Het vet bleef behouden en had een betere textuur.
In de jaren 70 was deze kookmethode nog geen groot succes. Op huishoudelijke schaal was de benodigde apparatuur nauwelijks voorhanden of duur en dan toch meer een laboratoriuminstrument. Tegenwoordig zijn sous-videapparaten in de horecakeuken – maar ook in huishoudens – steeds vaker te vinden.